# Acquafredda (San Giovanni in Fiore)
Acquafredda  è una frazione di 55 abitanti del comune di San Giovanni in Fiore, in provincia di Cosenza, il cui territorio ricade in parte nel comune di Caccuri, in provincia di Crotone.  La frazione è raggiungibile percorrendo la SS ex 107, che da San Giovanni in Fiore porta a Castelsilano, imboccare il bivio per Fantino, passare la frazione di Fantino e proseguire per altri 3 km circa. La frazione dista da Caccuri quasi 2 km e poco più di 6 km da San Giovanni in Fiore.

## Storia

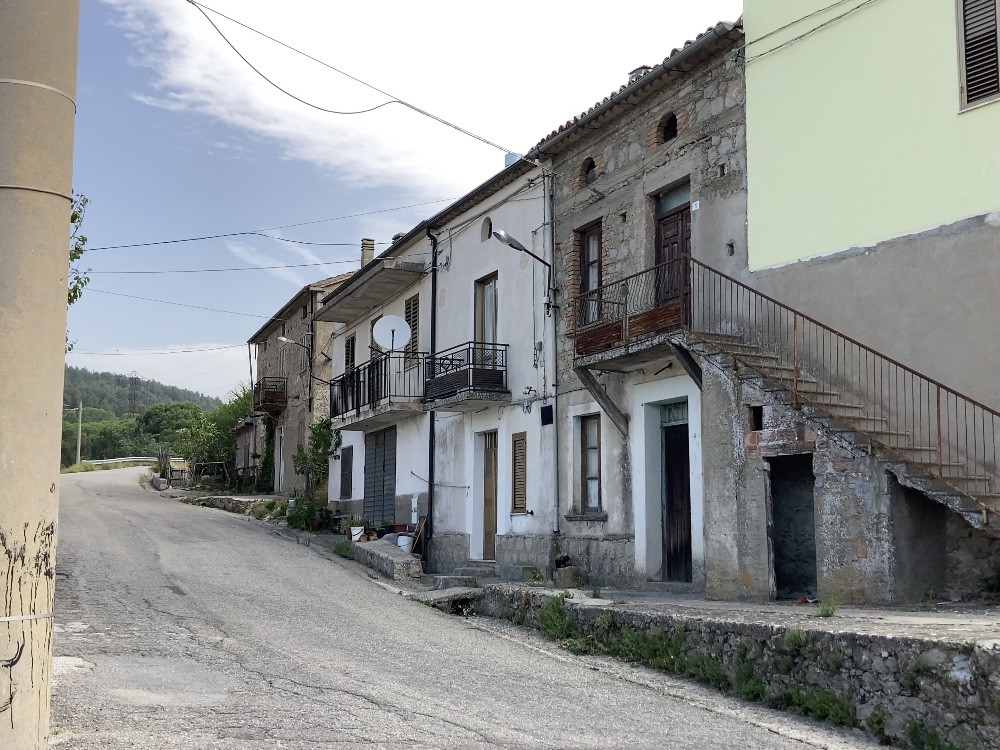
La strada principale

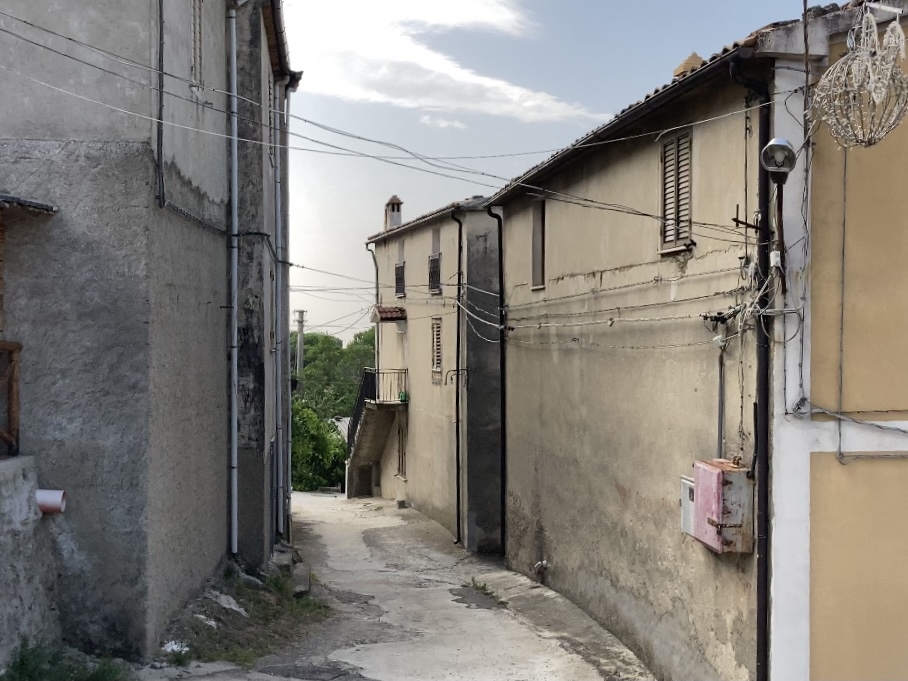
Un vicolo di Acquafredda

Questa frazione, ha una storia singolare. È infatti attraversata da una strada provinciale, una ex mulattiera con molta probabilità, che nella riforma dei territori e delle amministrazioni, venne utilizzata come linea di confine fra i comuni di San Giovanni in Fiore e di Caccuri. Le poche famiglie che vi abitano, si distinguono dunque da chi vi abita sopra la strada (i Caccurisi) e chi vi abita sotto (i Sangiovannesi), convivendo dunque, con una difficile regolamentazione amministrativa. La frazione non è antichissima, e si è sviluppata soprattutto nel secolo scorso dopo che alcune famiglie, hanno lasciato luoghi vicini più impervi, come vicina frazione di Carello, oramai abbandonata,  per venire ad abitarvi. La frazione di Acquafredda è posta a  807 metri d'altitudine, in un luogo caratterizzato da clima mite, che ha favorito la crescita e lo sviluppo di uliveti. Ha visto un intenso spopolamento negli anni.

## Curiosità
- La frazione oggi viene tristemente ricordata perché vicino ad essa è stata realizzata la discarica del Vetrano, una delle più grandi discariche di rifiuti non pericolosi della regione Calabria.